# Claude Moraes
Claude Ajit Moraes (født 22. oktober 1965) er siden 2004 britisk medlem af Europa-Parlamentet, valgt for Labour Party (indgår i parlamentsgruppen S&D).